# Kala-azar
Kála-azár (tudi črna mrzlica, mrzlica dumdum ali visceralna lišmeniaza), (indijsko kala - črn, azar - bolezen) je nalezljiva bolezen, ki izvira iz Indije in ki jo povzročajo Leishmania donovani in nekatere druge lišmanije.
Visceralna lišmenijaza je bila v preteklosti zelo pogosta v Indiji, Indokini na Kitajskem in v Sudanu. Na jugu Jugoslavije poznana kot kala-azar je v 40. letih 20. stol povzročala hude epidemije. Lišmenija je v jetrih, vranici in v kostnem mozgu. Bolniki imajo povečano telesno temperaturo, hujšajo, koža jim potemni.
Leishmanije povzročajo tudi kožno lišmeniazo, ki je različna v različnih deželah. Vzhodna oblika je od antike zelo pogosta na Bližnjem vzhodu. Kaže se kot kronična razjedenost kože, ki se končno sama sceli, pušča pa grde brazgotine. Druge vrste kožne lišmenijaze so znane v južnoameriških tropih. Razjeda chiclero napada ušesa delavcev, ki vrtajo gumijevce. Espundija pa je razširjena pri ljudeh, ki živijo v gozdu, prizadene pa sluznico v nosu, ustih ter kožo na obrazu, ki postane hudo popačen.

## Povzročitelj
Kala-azar je zelo huda vročinska kronična nalezljiva bolezen, ki jo povzroča pražival Leishmania donovani. Bolezen z vbodom prenaša komar Phlebotomus argentipes; povročitelja je odkril Irec Charles Donovan (1863–1951); bolezen sodi med lišmanioze, imenovane po angleškem zdravniku W. L. Leishmanu (1865–1926), ki je odkril te zajedavce, podobne tripanosomom.

## Simptomi
Zelo značilni znaki kala-azarja so visoka vročina, vse hujša slabokrvnost in hiranje, nabrekanje vranice in jeter, vodeničavost in črnikasta koža, po kateri je bolezen poimenovana.
Simptomi se pojavljajo postopoma v obdobju nekaj tednov ali mesecev po okužbi. Po zdravljenju visceralne lišmanioze se lahko pojavi post-kalaazarna kožna lišmanioza, ki se kaže v obliki depigmentiranih ali hipopigmentiranih vozličastih sprememb na koži obraza, vratu, prsnega koša ali stegen; v teh kožnih lezijah se nahaja veliko število zajedavcev.  V Indiji se pojavi pri 20 % bolnikov do dve leti ali več po preboleli visceralni obliki bolezni in traja do 20 let, v Afriki pa se pojavi pri 3 % bolnikov nekaj mesecev po preboleli visceralni obliki bolezni in traja nekaj mesecev.

## Zdravljenje
Če se bolezen ne zdravi, umre za njo 90 % vseh zbolelih. Po navadi nastopi smrt po 2–3 letih hiranja, bolniki pa umrejo zaradi kakšne sekundarne bakterijske okužbe.
Prva uspešna zdravila, ki so bila učinkovita, so bili pripravki trivalentnega antimona, v 1920. letih pa so uvedli manj toksične petvalentne antimonove spojine (natrijev stiboglukonat in megluminijev antimonat). Sčasoma je prihajalo do čedalje večjega števila neuspešnih primerov zdravljenja in priporočene odmerke petvaletnega antimona so zvišali ter podaljšali priporočeno trajanje zdravljenja. S pojavom visceralne lišmanioze pri bolnikih, okuženih z virusom HIV, se je pojavila nova skupina bolnikov, ki se ni odzivala na standardne odmerke antimonovih zdravil. Učinkovitost v zdravljenju izkazujejo tudi aminozidin (paromomicin), pentamidin, amfotericin B. Slednji je zlasti v lipidni formulaciji pridobival vse pomembnješo vlogo v zdravljenju okužbe. Amfotericin B v liposomski formulaciji je v študiji izkazal učinkovitost proti visceralni lišmaniozi pri bolnikih z oslabljenim imunskim sistemom.